# 1734 în literatură
Anul 1734 în literatură a implicat o serie de evenimente și cărți noi semnificative.  